# Finella portoricana
Finella portoricana is een slakkensoort uit de familie van de Scaliolidae. De wetenschappelijke naam van de soort is voor het eerst geldig gepubliceerd in 1901 door Dall & Simpson.